# ريتشارد ماغنوس فرانز موريس
ريتشارد ماغنوس فرانز موريس (بالإنجليزية: Richard Magnus Franz Morris)‏ هو شخصية أعمال ليبيري، ولد في 15 يونيو 1934، وتوفي في 27 يونيو 2012.